# Гобини (Верона)
Гобини је насеље у Италији у округу Верона, региону Венето.
Према процени из 2011. у насељу је живело 46 становника. Насеље се налази на надморској висини од 92 м.